# مختار محمد حسین
شیخ مختار محمد حسین (سومالیایی: Sheekh Mukhtaar Maxamed Xuseen، عربی: الشیخ محمد حسین مختار؛ زاده ۱۹۱۲ – درگذشته ۱۲ ژوئن ۲۰۱۲) سیاستمدار، سخنگوی مجلس سومالی، و رئیس‌جمهور موقت سومالی در سال ۱۹۶۹ میلادی بود.
او در سال ۱۹۶۹ از سیاست بازنشسته شد و ازآن‌پس وقت خود را به مزرعه‌اش در آفگویه و مطالعات اسلامی اختصاص داد.
محمد حسین در سال ۲۰۱۲ میلادی در نایروبی، کنیا در ۱۰۰ سالگی درگذشت.